# Hagelsnoer

De chalaza (nummer 4 en 13)

De chalaza (van het Griekse khalaze) of het hagelsnoer is een van de twee spiraalvormige banden bestaand uit albumine, die de dooier van een ei in het midden van het eiwit ophangen.
De chalaza is vaak te proeven na het niet volledig bakken van een ei in de koekenpan, dit voelt niet lekker in de mond.
Het proeven van de chalaza kan voorkomen worden door, als het ei al in de pan ligt, een flubberig uitziend stukje in het eiwit te zoeken en dat er met een lepeltje uit te pulken.
In de volksmond wordt dit nogal eens "haantjepik" genoemd, omdat veel mensen vroeger dachten dat de chalaza zaadresten waren van de haan bij een mislukte ei-bevruchting. Om deze reden wordt de chalaza (vooral door oudere mensen) meestal verwijderd, maar dit is dus in principe niet nodig.
De chalaza is ook de naam voor de vaatbundel in een vruchtbeginsel.